# Municipio de Allison (Kansas)
El municipio de Allison (en inglés, Allison Township) es un municipio del condado de Decatur, Kansas, Estados Unidos. Tiene una población estimada, a mediados de 2023, de 32 habitantes.
Abarca una zona exclusivamente rural.

## Geografía
Está ubicado en las coordenadas 39°36′53″N 100°13′49″O / 39.61472, -100.23028. Según la Oficina del Censo, tiene una superficie total de 92.82 km², de los cuales 92.81 km² corresponden a tierra firme y 0.01 km² están cubiertos de agua.

## Demografía
Según el censo de 2020, había 49 personas viviendo en la zona. La densidad de población era de 0.5 hab/km². La totalidad de los habitantes eran blancos. No había hispanos o latinos viviendo en la región.